# Gielniów
Gielniów è un comune rurale polacco del distretto di Przysucha, nel voivodato della Masovia.
Ricopre una superficie di 79,17 km² e nel 2004 contava 4 873 abitanti.